# 缩醛

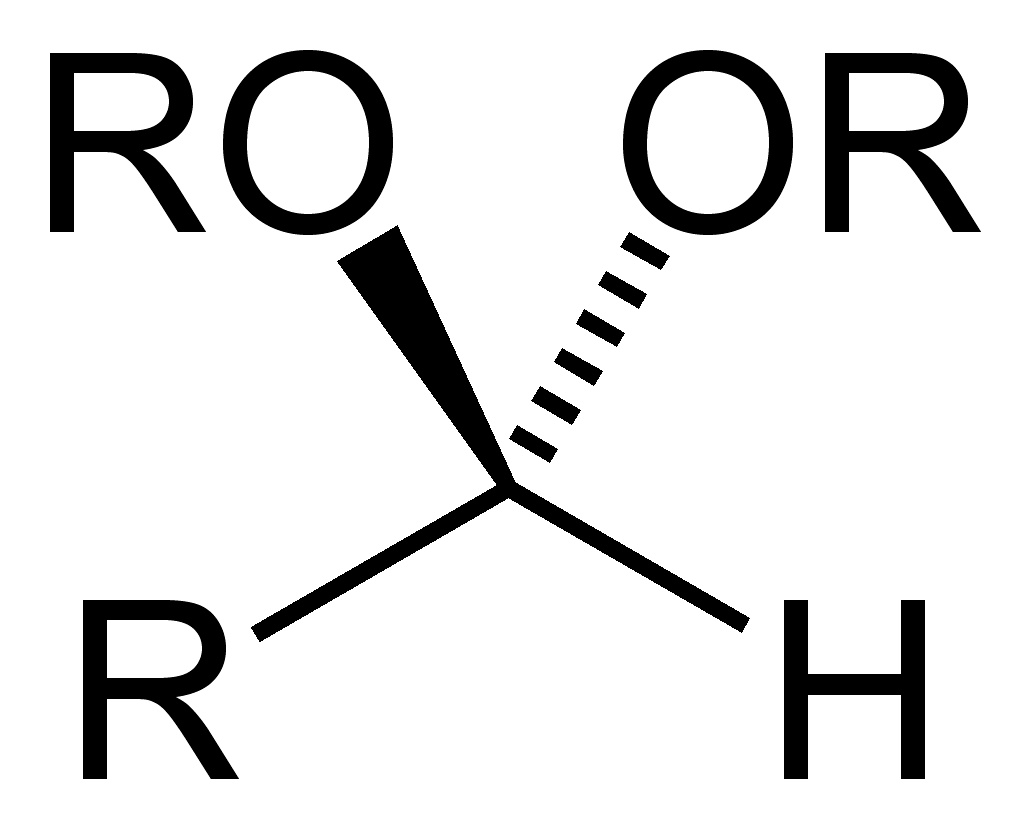
缩醛通式

缩醛（Acetal）是一类同一碳上连有两个烷氧基和一个氢的有机化合物。缩醛可由半缩醛继续与醇反应得到，而半缩醛可以由醛和醇反应得到。
缩醛（酮）生成的一般过程：

## 作为保护基

环状缩醛可以保护醛

环状缩醛可作为醛的保护基。缩醛对碱、还原剂、氧化剂稳定，可避免醛的羰基反应。在碱性条件下完成反应后，就可以在酸性条件下去保护基，生成原本的醛。